# Наум Янакиев
 Тази статия е за строителя.  За костурския войвода на ВМОРО вижте Нумо Янакиев.  
Наум Томов Янакиев е български строител и предприемач от Македония.

## Биография
Роден е в Крушево, в семейството на Тома Янакиев, който се преселва в София вероятно след Руско-турската война и създаването на Княжество България и умира в столицата в 1894 година. Към 1901 година Наум Янакиев е софийски жител, а сестрите му Захария и Фания са в Крушево.
Семейството се занимава със строителство. Наум Янакиев участва в строежа на редица знакови сгради като старата сграда на Военното министерство, сградата на Министерството на земеделието, Витошките казарми, намирали се на мястото на днешния Национален дворец на културата, и други.
По проект на архитект Трендафил Трендафилов той построява на свой парцел в близост до Централната минерална баня хотел „Прентан“, един от първите гранд хотели в България (1909 – 1910), в който отсядат дошлите на лечение с минералните води; при сватбата на цар Борис III и Джована Савойска в него се настаняват пристигнали за събитието чуждестранни граждани.
Наум Якимов има трима сина, които завършват западноевропейски университети и работят в сферата на икономиката, архитектурата и инженерството.